# جيمس ديفيس (ربان السفينة)
جيمس ديفيس (بالإنجليزية: James Davis)‏ هو ربان السفينة أمريكي، ولد في 1575، وتوفي في 16 فبراير 1623.